# Chiesa di Sant'Anna (Arco, Italia)
La chiesa di Sant'Anna è la patronale di Arco, in Trentino, sull'omonima via e a brevissima distanza dalla collegiata dell'Assunta, nella cui parrocchia rientra. Appartiene alla zona pastorale di Riva e Ledro dell'arcidiocesi di Trento e risale al XV secolo.

## Origine del nome

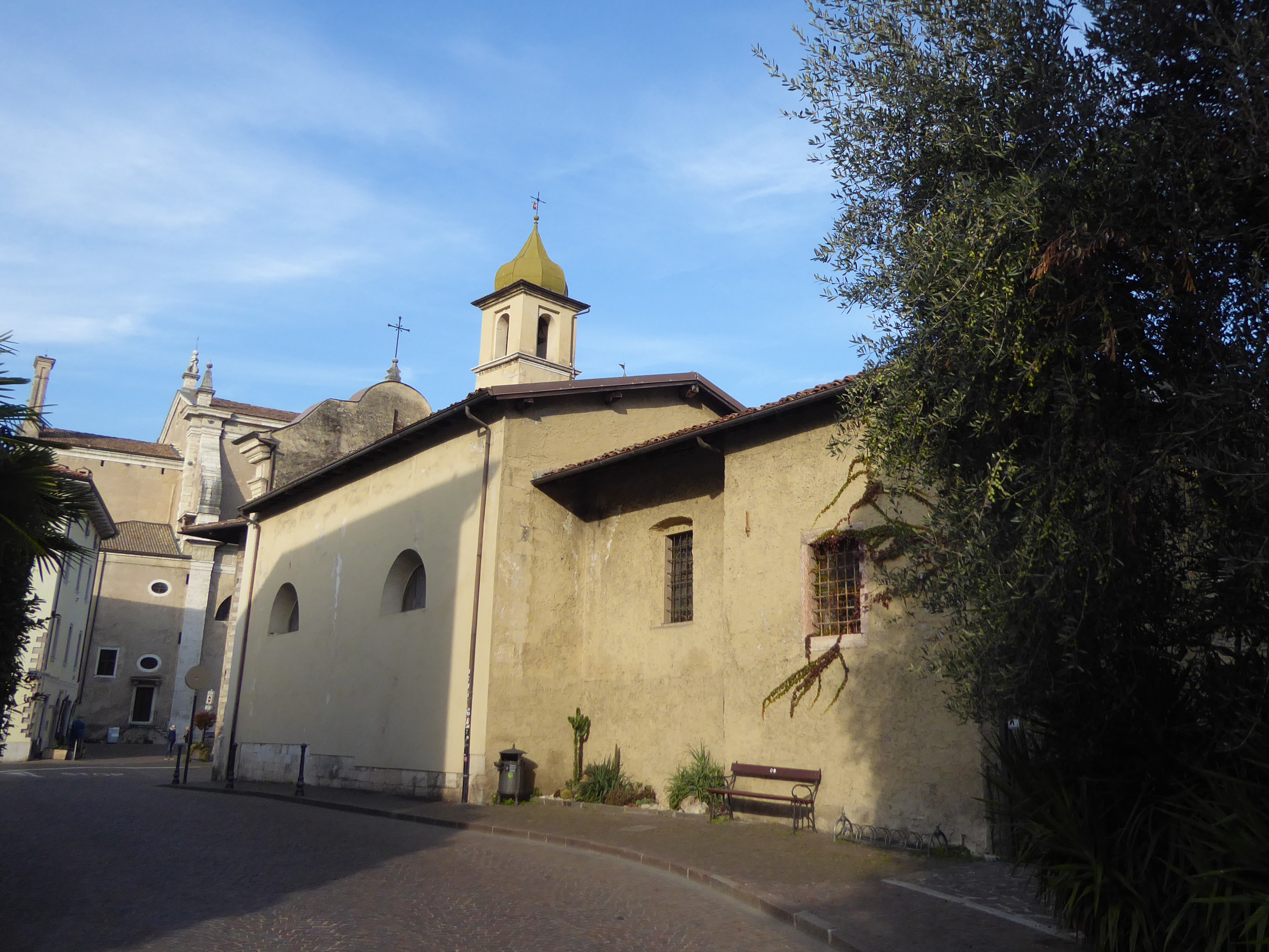
Prospetto destro dell'edificio. Sullo sfondo la struttura della vicina collegiata di Arco

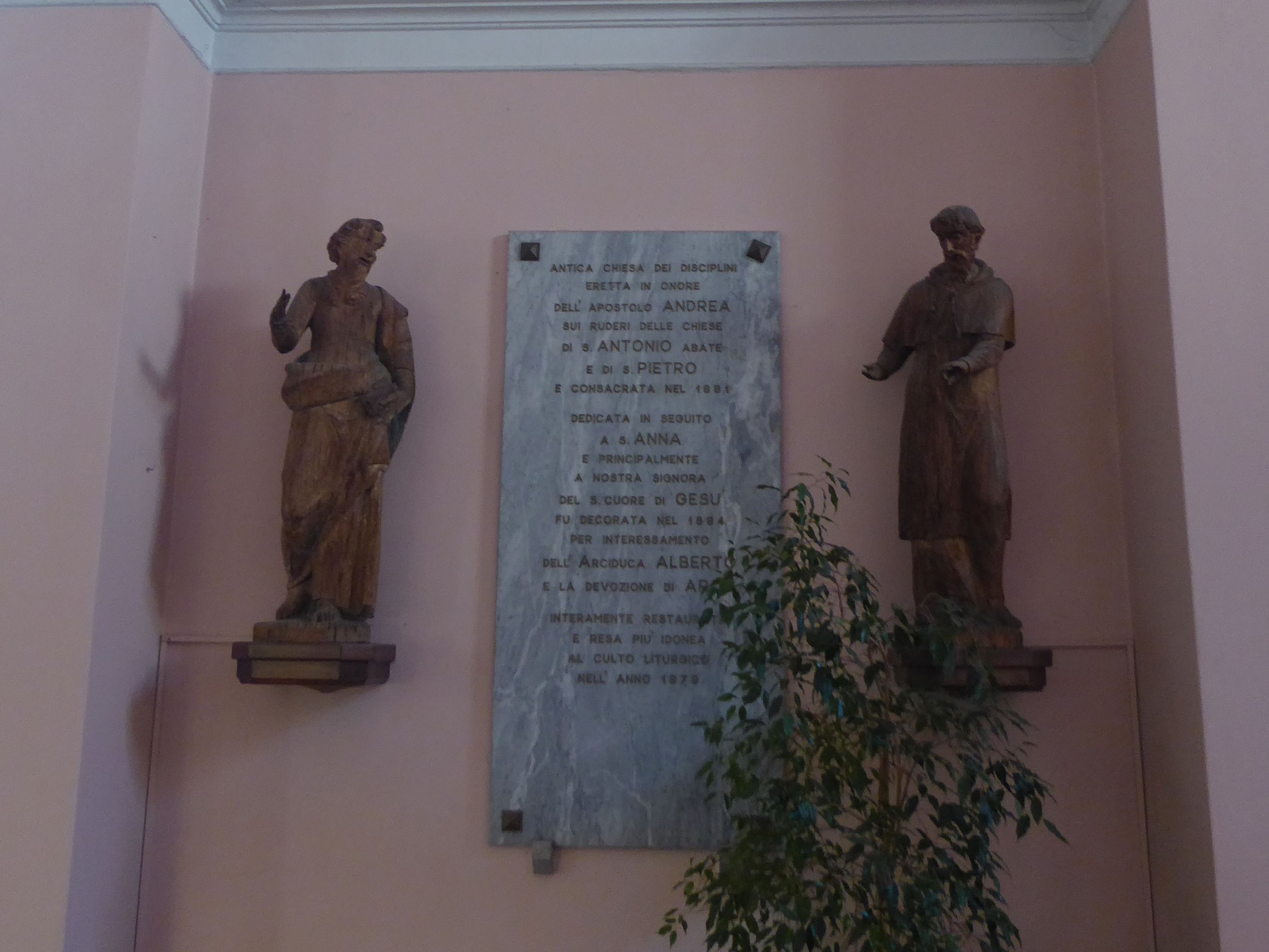
Epigrafe nella sala che riporta la storia dell'edificio

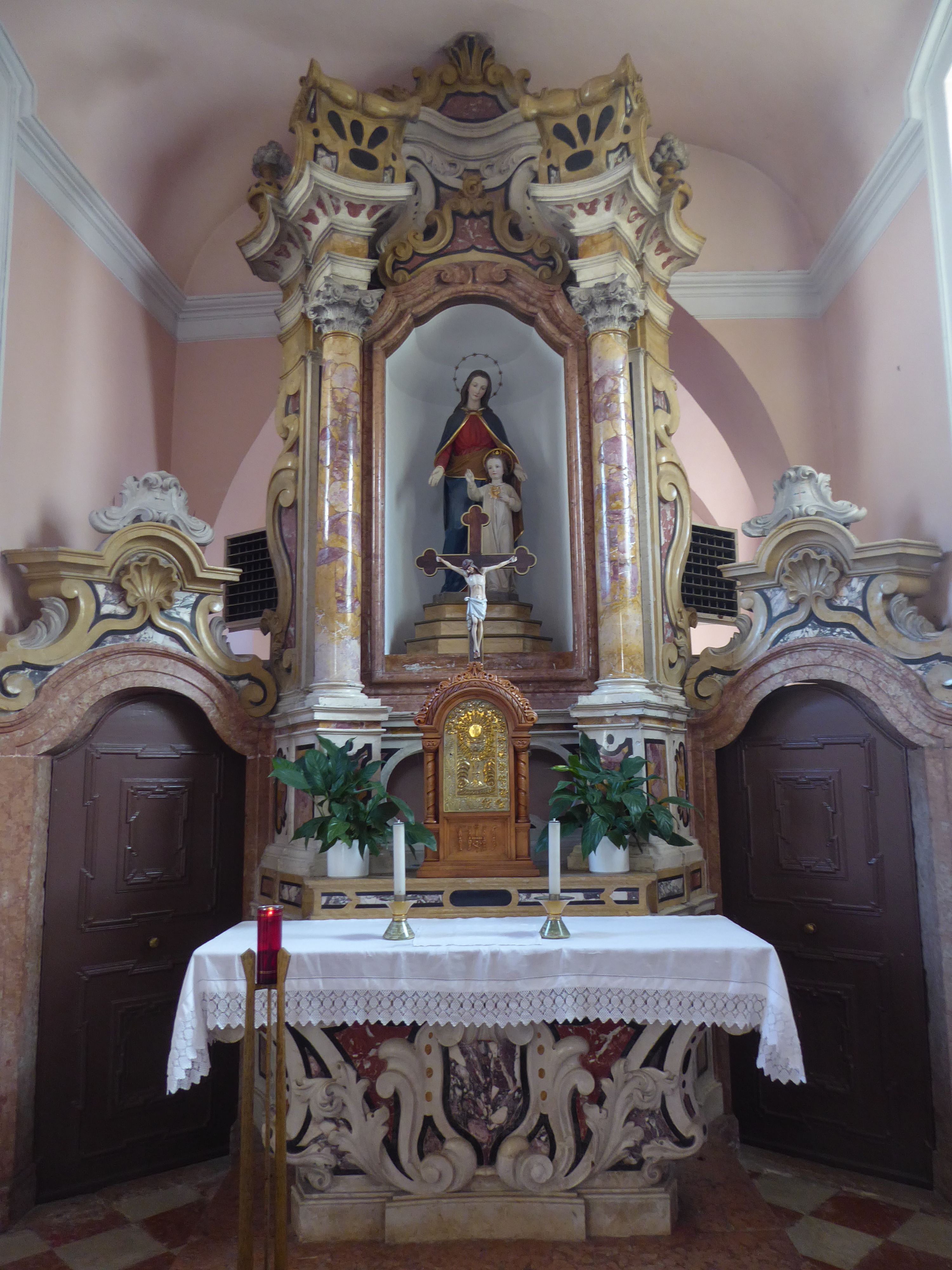
Altare maggiore

Il luogo di culto fu a lungo noto come chiesa della Disciplina perché originariamente affidata alla Confraternita dei Disciplini. Fu inoltre legata a chiese preesistenti ed in parte completamente demolite, come quelle di San Pietro e Sant'Antonio abate, oppure a quella di San'Andrea, che venne poi ricostruita con dedicazione a Sant'Anna. 
Secondo l'epigrafe presente nella sala la corretta dedicazione voluta dai fedeli sarebbe per Nostra Signora del Santissimo cuore di Gesù.

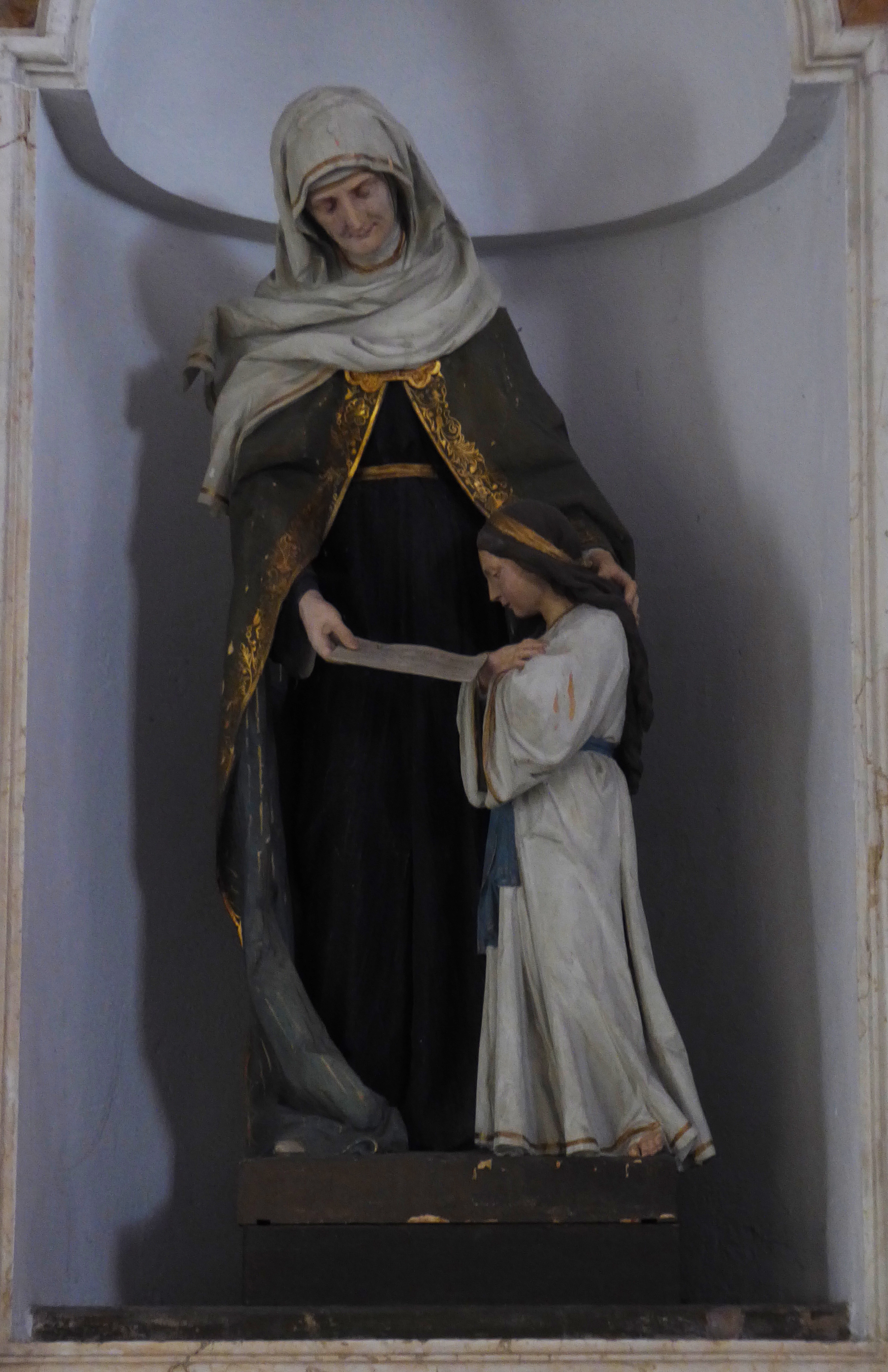
Statua posta sull'altare laterare a destra che raffigura lEducazione di Maria

## Storia
La Confraternita dei Disciplini, che in quel periodo erano presenti anche nella vicina Riva del Garda nella chiesa di San Giuseppe, ebbe in gestione attorno al 1485 un edificio religioso sul sito e con dedicazione a Sant'Andrea. La prima chiesa venne in seguito ampliata, tra il 1628 e il 1652. Durante tale intervento fu demolita una preesistente e vicina chiesa dedicata a San Pietro, fuori dalla mura cittadine, e il materiale venne riutilizzato per allargare ed allungare la sala dell'edificio. Venne demolita anche la vicina chiesa di Sant'Antonio Abate.
La solenne consacrazione, dopo la fine dei lavori fu celebrata il 13 gennaio 1652 dall'allora vescovo di Sapa Simone Summa. Oltre un secolo più tardi, nel 1766, su progetto di Giuseppe Biei, venne costruita una nuova facciata e fu innalzata la torre campanaria.
All'inizio del XIX secolo, in seguito all'entrata in vigore delle disposizioni del Giuseppinismo, la confraternita fu soppressa e l'edificio divenne proprietà dell'ospedale di Arco. La sua gestione fu affidata alla Congregazione di Carità.
Nel 1837 la chiesa fu oggetto di un intervento per ristrutturarla, e questo per sciogliere un voto espresso durante l'epidemia di colera che aveva colpito la popolazione. Nel 1891 la chiesa venne acquistata dalla vicina collegiata e, in quel momento, la dedicazione risultò ufficialmente riportata per Sant'Anna. Tre anni dopo fu realizzato un nuovo restauro conservativo reso necessario dalla situazione precaria nella quale versava, con infiltrazioni di umidità causate da edifici limitrofi. Nello stesso momento l'edificio venne ampliato con l'acquisizione di una costruzione vicina che fu trasformata in cappella, con dedicazione a Sant'Agnese.
Durante il primo conflitto mondiale, in particolare il 12 maggio 1916, i bombardamenti danneggiarono seriamente la torre campanaria, distrussero la cappella laterale dedicata a Sant'Agnese e danneggiarono anche lo storico palazzo Marchetti, che si affaccia sulla stessa piazza.
Verso la fine degli anni ottanta la chiesa venne completamente ristrutturata dopo che era stato abbattuto un edificio adiacente ed utilizzato in precedenza come sede del dazio.

## Descrizione

### Esterni
Il prospetto principale è caratterizzato da quattro grandi paraste con zoccoli sporgenti alla base e capitelli in stile composito, di grandi dimensioni ed in stucco. Le tre parti nelle quali la facciata è suddivisa ospitano il portale di accesso architravato in basso e una grande finestra e due nicchie laterali in alto. Il frontone superiore è curvilineo e strombato. La torre campanaria si alza sulla sinistra dell'edificio, a nord e verso il centro dell'abitato. La cella campanaria ha monofore centinate ed è sormontata da una copertura a cipolla.

### Interni
La navata interna è unica. Il presbiterio, su pianta rettangolare, è leggermente elevato. Sulla destra si apre l'accesso alla sagrestia.

## Tradizione
Annualmente, con la festività di Sant'Anna, copatrona di Arco, il 26 luglio viene organizzata la Fiera di Sant'Anna.